# Vestmanna
Vestmanna este un oraș din Insulele Faroe.